# Patrick Modeste
Patrick Modeste (né le 30 septembre 1976 à Grenade) est un joueur de football international grenadien, qui évoluait au poste de défenseur.

## Biographie

### Carrière en sélection
Avec l'équipe de Grenade, il joue 42 matchs (pour 2 buts inscrits) depuis 1996. 
Il figure notamment dans le groupe des sélectionnés lors des Gold Cup de 2009 et de 2011.